# Faith Hubley
Faith Hubley (de soltera Chestman; 16 de setembre de 1924 - 7 de desembre de 2001) va ser una animadora nord-americana, coneguda pel seu treball experimental tant en col·laboració amb el seu marit John Hubley, i pel seu compte després de la mort del seu marit.

## Biografia
Nascuda de Sally i Irving Chestman, immigrants jueus russos, va créixer amb tres germans al West Side de Manhattan durant les dècades de 1920 i 1930. Va parlar poc de la seva infància i va marxar de casa als 15 anys per treballar al teatre, adoptant el nom de Faith Elliott. Als 18 anys, es va traslladar a Hollywood, començant com a missatgera a Columbia Pictures. Posteriorment va treballar com a editora d'efectes de so i música, i després escriptora de Republic Pictures. Més tard va treballar com a supervisora de guió (Dotze homes sense pietat) i editora (Go, Man, Go; amb els Harlem Globetrotters) .

## Carrera
Els Hubley van fundar conjuntament Storyboard Studios com a estudi d'animació independent, prometent fer una pel·lícula independent a l'any. Van col·laborar en més de 20 curtmetratges, fins a la mort de John durant una cirurgia a cor obert el 1977. En aquell moment estaven treballant en el dibuix animat de televisió de Doonesbury A Doonesbury Special. Faith Hubley, amb Garry Trudeau i Bill Littlejohn, van completar l'especial malgrat els dubtes dels executius de la NBC. Els Hubley van guanyar els Oscars pels seus curts: Moonbird Arxivat 2013-10-19 a Wayback Machine. (1959), The Hole (1962) i A Herb Alpert and the Tijuana Brass Double Feature (1966); també van rebre nominacions a l'Oscar per Windy Day, Of Men and Demons, Voyage to Next i A Doonesbury Special. Els seus nombrosos projectes en solitari la van establir com una important creadora de cinema per dret propi. Va començar el seu primer projecte en solitari, W.O.W. (Women of the World), després que li diagnostiquessin càncer de mama l'any 1975.
Entre 1976 i 2001, va completar 24 pel·lícules d'animació més en solitari. Les seves pel·lícules sovint presenten imatges d'abstracte i històries no lineals; moltes es basen en temes de la mitologia i l'art dels indígenes. També va ser pintora, amb les seves obres exposades a galeries d'Europa i els Estats Units. A diferència de l'animació convencional dibuixada a mà on una càmera pren imatges de pintures sobre cel·luloide que s'il·luminen des de dalt, va utilitzar una tècnica on els dibuixos sobre paper s'il·luminaven des de baix, donant a l'animació un aspecte especial.
Faith Hubley va ensenyar a la Yale School of Art a la dècada de 1990.

## Preservació, llegat i reconeixements
L'Academy Film Archive va conservar diverses de les pel·lícules de Faith Hubley, com ara A Smattering of Spots, A Doonesbury Special i The Hole.
Faith Hubley va rebre honors dels festival Canes, Venècia, Londres i pel·lícula del San Francisco. Va guanyar catorze premis CINE Golden Eagle, i va rebre doctorats honoris causa de la University of Chicago, Columbia College i Hofstra University. La seva pel·lícula d'animació de 1981 "Enter Life" es pot veure al Museu Nacional d'Història Natural de la Smithsonian Institution, com a part de l'exposició Early Life. El 1995, la National Gallery of Art va presentar un programa retrospectiu de les seves obres.
Coincidint amb la presentació d'una fita històrica per al seu marit, John Hubley, a la seva ciutat natal de Marinette (Wisconsin), l'alcalde de Marinette, Steve Genisot, va proclamar el 20 de maig de 2023 "John and Faith Hubley Day" a Wisconsin. Encara que no era natural de Wisconsin, Faith Hubley va ser reconeguda per ser "innegablement [una] de les figures més importants de la història de l'animació independent i, de fet, del cinema independent".

## Mort
Faith Hubley va morir el 2001, als 77 anys, a New Haven (Connecticut), després de la seva llarga batalla contra el càncer de mama, 26 anys després del seu diagnòstic inicial.

## Família
Es va casar amb John Hubley el 1955. La parella va tenir quatre fills: Mark Hubley, l'animador Emily Hubley, el músic/artista Georgia Hubley i Hamp Hubley. Les veus dels seus fills van aparèixer en algunes de les seves pel·lícules.

## Filmografia

### Amb John Hubley
- Harlem Wednesday (1957)
- Tender Game (1958)
- Moonbird (1959)
- Children of the Sun (1960)
- Of Stars and Men (1961)
- The Hole (1962)
- The Hat (1963)
- A Herb Alpert and the Tijuana Brass Double Feature (1965)
- Urbanissimo (1966)
- The Cruise (1966)
- Windy Day (1967)
- Of Men and Demons (1968)
- Zuckerkandl (1969)
- Barri Sèsam ("Imagination E", 1969)
- Barri Sèsam ("O Song", 1969)
- Barri Sèsam ("Polar Bear & Exit", 1970)
- Barri Sèsam ("Small V", 1970)
- Eggs (1970)
- Barri Sèsam ("F for Football", 1971)
- Barri Sèsam ("Baby Fantasy", 1971)
- Barri Sèsam ("Birds 1-20", 1971)
- Barri Sèsam ("Penguin Rhythms", 1971)
- Barri Sèsam ("Hungry M", 1971)
- Dig (1972) (telefilm)
- Barri Sèsam ("Letter S", 1972)
- Cockaboody (1973)(telefilm)
- Voyage to Next (1974)
- People, People, People (1975)
- Everybody Rides the Carousel (1976)(telefilm)
- A Doonesbury Special (1977)

### Solo
- W.O.W. (Women of the World) (1975)
- Second Chance: Sea (1976)
- Whither Weather (1977)
- Barri Sèsam ("Catch the Kitty", 1977)
- Step by Step (1978)
- Sky Dance (1980)
- The Big Bang and Other Creation Myths (1981)
- Barri Sèsam ("Vitamin V", 1981)
- Enter Life (1981)
- Starlore (1983)
- Hello (1984)
- Barri Sèsam ("Bedtime Noises", 1985)
- The Cosmic Eye (1985)
- Barri Sèsam ("Telephone Cat", 1986)
- Time of the Angels (1987)
- Yes We Can (1989)
- Barri Sèsam ("S-Snake", 1989)
- Who Am I? (1989)
- Amazonia (1990)
- Upside Down (1991)
- Tall Time Tales (1992)
- Cloudland (1993)
- Seers and Clowns (1994)
- Rainbows of Hawai'i (1995)
- My Universe Inside Out (1996)
- The Girl With Her Head Coming Off (amb Emily Hubley) (1996)
- Beyond the Shadow Place (1997)
- Africa (1998)
- Witch Madness (1999)
- Our Spirited Earth (2000)
- Northern Ice, Golden Sun (2001)